# 第二次楊一清內閣
第二次楊一清內閣成立於嘉靖六年二月十六日（1527年3月17日），結束於嘉靖八年九月二十一日（1529年10月22日）。是明世宗統治下的第七個內閣，由時任少師、太子太師兼謹身殿大學士楊一清組閣。
嘉靖八年八月，與楊一清交好的給事中王準、陸粲指控張璁、桂萼招權納賄，世宗隨即罷免兩人，公佈其罪。禮部右侍郎霍韜認為張、桂下野於己不利，遂上疏攻擊楊一清，稱其收受張永、蕭敬賄賂，楊一清上疏辯解并請求罷免，世宗雖然挽留，但將張璁召還內閣，霍韜進而指控言法司秉承楊一清之意，無限放大桂萼的罪過。世宗至此大怒，令法司會同廷臣商議，貶刑部尚書周倫任南京刑部尚書，以侍郎許讚代任。許讚附和霍韜之言，請求削籍楊一清，張璁又三上密疏，稱楊一清假意乞求辭退，實乃藉此堅定世宗慰留的想法。同年九月二十一日，世宗聽信張璁之言，允許楊一清致仕；同日由次輔張璁繼任內閣首輔。

## 組閣過程
嘉靖六年二月十六日，時任內閣首輔費宏、武英殿大學士石珤遭錦衣衛百戶王邦奇指控涉入彭澤行賄案，費宏、石缶主動請辭避禍，同月二十三日（3月24日），接任首輔的楊一清為減緩衛禮派的牴觸情緒，奏請世宗將弘治朝老臣謝遷召回內閣佐理政務，三月十七日（4月17日），世宗擢升禮部右侍郎翟鑾為吏部左侍郎兼大學士，參與內閣機要，八月十八日（4月17日），武英殿大學士賈詠託病請辭，獲世宗准允，十月四日（10月28日），議禮派領袖張璁晉升禮部尚書、文淵閣大學士，正式進入內閣理政，同月二十一日（11月14日），謝遷至北京就任次輔，第二次楊一清內閣正式成形。

## 內閣成員
| 職位         | 姓名   | 備注                                                                             |
| ------------ | ------ | -------------------------------------------------------------------------------- |
| 首輔         | 楊一清 |                                                                                  |
| 次輔         | 謝遷   | 曾於徐溥內閣、劉健內閣任職，嘉靖七年辭職                                         |
| 次輔         | 張璁   | 本為文淵閣大學士，嘉靖七年晉升謹身殿大學士，嘉靖八年八月被世宗免職，次月召還內閣 |
| 大學士       | 翟鑾   | 嘉靖七年晉升文淵閣大學士                                                         |
| 武英殿大學士 | 桂萼   | 嘉靖八年二月入閣，嘉靖八年八月被世宗免職                                         |